# Igelbäckens masugn

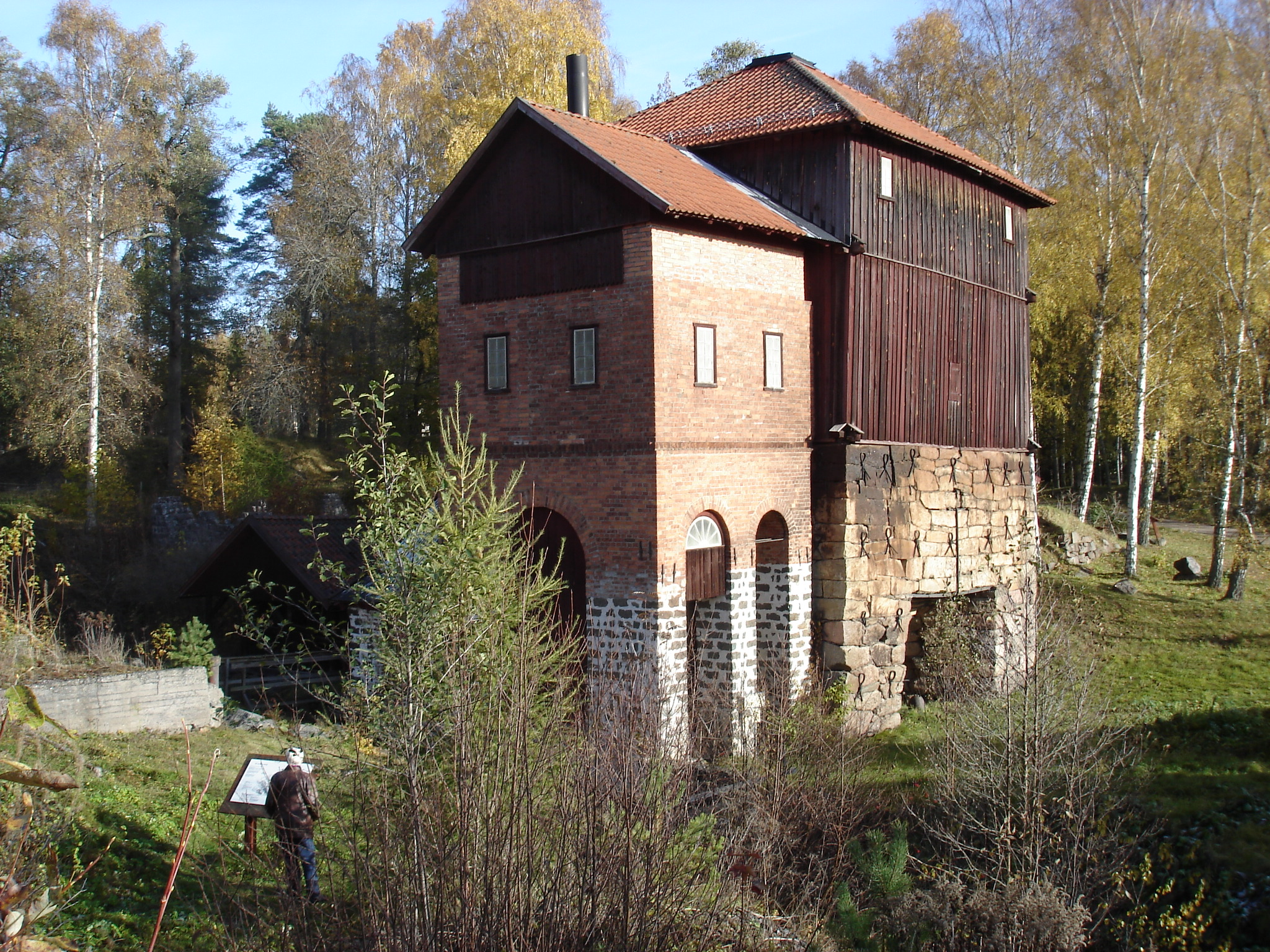
Igelbäckens masugn.

Igelbäckens masugn är en bevarad hyttanläggning i södra delen av Örebro län, nära Aspa bruk i Askersunds kommun. Den första hyttan byggdes 1696 av Anton von Boij. Den nuvarande härstammar från 1826. År 1830 kompletterades anläggningen med rostugn och varmapparat. 
Vid Igelbäcken tillverkades tackjärn. Tackjärnet skickades vidare för förädling vid stångjärnshamrarna i Aspa och Algrena. En del av tackjärnet gick dock direkt på export.
Efterhand kom Igelbäckens hytta att drivas som en del av Aspa bruk. År 1900 såldes Aspa bruk till Laxå Bruk, varvid järnbruket i Aspa lades ned. Igelbäckens masugn fortlevde dock ända till 1923, mycket p.g.a. bergsingenjören Carl Sahlin som var intresserad av äldre järnframställning. Igelbäckens masugn blev förklarad som statligt byggnadsminne år 1993. Anläggningen ägs av Statens fastighetsverk.